# Peter Podreka
Peter Podreka, slovenski rimskokatoliški duhovnik, narodni buditelj, pesnik in nabožni pisatelj, * 16. februar 1822, Špeter Slovenov, † 4. november 1889, Ronec, Benečija.
Peter Podreka (ital. Podrecca) se je rodil v družini slovenskega posestnika Mihaela Podreke Špetru Slovenov, umrl pa kot kaplan v kraju Ronec v sedanji italijanski Občini Podbonesec.

## Življenje in delo
Ljudsko šolo je obiskoval v Čedadu, bogoslovje pa v Vidmu, kjer je bil leta 1848 tudi posvečen. Vsaj eno leto pred posvetitvijo je bil naročen na Kmetijske in rokodelske novice in verjetno je poznal tudi osrednjo slovensko nabožno literaturo ter pridigarske narečne rokopise, zato se je po posvetitvi tudi sam lotil pisanja pridig. Kot kaplan je v letih 1850−1856 služboval v Tarčmunu (ital. Tercimonte), do 1873 je bil kaplan v Špetru, tu se je zavzemal za zgraditev nove cerkve, a ni uspel, od 1873 do smrti pa je bil kaplan v Roncu, kjer je z lastnim zgledom in poučevanjem uvedel sodobno sadjarstvo.
Napisal in na letake je natisnil več priložnostnih pesmi, a se jih je večina izgubila. Nekaj se jih je ohranilo med Trinkovo zapuščino in so bile med drugim objavljene v Trinkovem koledarju 1886. Skupaj s špetrskim župnikom M. Mušičem je izdal Katekizem za Slovence Videmske nadškofije na Beneškem (Videm-Gorica, 1869). Goriški list Soča je 24. maja 1871 objavil Podrekovo  pesem Slovenija in njena hčerka na Beneškem. Pesem je doživela lep odmev. Simon Rutar jo je objavil na prvi strani zgodovinskega pregleda Beneška Slovenija (Ljubljana, 1899). Podreka je pisal pod vplivom takratne slovenske buditeljske poezije, ki je bila v 60. in 70. letih 20. stoletja zelo razširjena. Za pesmijo Slovenija in njena hčerka na Beneškem, ki je bila po Trinkovem mnenju njegova najboljša pesem, je bila v mariborski Zori 15. avgusta 1875 objavljena pesem Slavljanka na Beneškem. Ta pesem je postala znana in priznana potem, ko jo je uglasbil mladi učitelj Srečko Carli.
Nekateri štejejo Podreko za enega od prvih slovensko-beneških pesnikov in pisateljev, to čast naj bi si delil z duhovnikom Ivanom Obalo. Slednji ga v nekem članku imenuje »prijatelja slovenščine  in prijemnika slovenskih časopisov«. Podreka je širil  med ljudstvom slovenske molitvenike in knjige Mohorjeve družbe, spodbujal pri duhovnikih ljubezen do slovenskega jezika in do ožje beneške domovine. Njegovo literarno prizadevanje je močno vplivalo tudi na Ivana Trinka, kar je razvidno iz nekega njegovega stavka: »Bil je čista iskrena duša slovenska in je širil, kjer je mogel, narodno zavest. Pisatelja teh vrstic, mladega dijaka, je on spravil na pravo pot«.